# Калицивироза при котките
 Тази статия е за Калицивироза при котките.  За други значения на Котешка хрема вижте Инфекциозен ринотрахеит при котките.  
Калицивирусната инфекция по котките (на латински: Feline calicivirus, (FCV)), наричана още Калицивироза, Хрема по котките, е остропротичаща високопатогенна вирусна инфекция при представителите на семейство котки.
Заболяването протича с поражения на респираторния тракт и устната кухина.

## Етиология
Причинител на заболяването е малък РНК-вирус с размери 30 – 40 nm. Разделен е на четири антигенни щама с около 20 серотипа, които са разпространени по целия свят и са с различна патогенност. Вирусът е сравнително устойчив към топлина, рН до 4, етер и хлороформ. На сухо се запазва 2 – 3 дни, а във влажна среда около 10 дни.

## Епизоотология
Болните и вирусоносителите отделят вирус със слизести изтечения през устата и носа, с фекалии и урина в продължение на 75 дни до 2 години. Според много изследователи е възможно той да се отделя и доживотно. Заразяването е алиментарно, при непосредствен контакт, аерогенно или конюнктивално. Често при заболяването се наблюдава сезонност с увеличение на заболелите през студените месеци на годината. Най-чувствителни са малките на възраст от един месец до около две години. При заразяване със слабовирулентни щамове заболяването може да протече латентно. При съчетание с други възбудители обаче като бактерии, вируси, микоплазми калицивирусната инфекция може да се окаже фатална и да бъде причина за смъртни случаи при 80% от заболелите.
Вирусът се установява и при много от случаите на урологичен синдром при котките и улцерозен глосит при кучетата. При около 80% от случаите на калицивироза се включва и вторичен причинител Bordetella bronchiseptica.

## Патогенеза
В случаите, когато вирусът поразява лигавицата на устната кухина, се появяват първоначално везикули с диаметър 5 – 10 mm. Те се появяват основно по върха и гърба на езика и по твърдото небце и вътрешната част на носа близо до носните отвори. Скоро обаче се пукат и на тяхно място остават ерозии. Често същите стават по-дълбоки и се разраняват. След около две седмици лигавицата в областта на ерозиите се регенерира.
Особено активно възпроизводство на калицивируса протича в епителните клетки на криптите на сливиците. Под тяхното въздействие се наблюдава дегенерация и некроза. Вирусите тук могат да останат за няколко седмици дори и след зарастване на лигавицата и възстановяване на животното.

## Клинични признаци
Инкубационният период продължава до три седмици. Първите признаци на заболяването са треска, серозни изтечения от носа и очите, кихане, угнетеност и намаление на апетита. Язвите по езика и твърдото небце могат да се появят едновременно с отделянето на секрет от носа и очите. Характерен признак на заболяването е обилното слюноотделяне. Продължава от една до три седмици, а смъртността се движи около 30% и повече.
При котетата се развива вирусна пневмония, характеризираща се с угнетеност, задух, учестено дишане и анемия. Заедно с пневмонията се наблюдават признаци на ларингит, трахеит и бронхит. Смъртта настъпва след няколко дни, като преди това признаците при болните са летаргия, повръщане, загуба на апетит и диария.
При котета на възраст от 1 до 6 месеца симптомите често са неспецифични и сходни с клиниката на панлевкопения.
При хематологично изследване се установява лимфопения и намаляване на нивото на хемоглобина на 25 – 30%.

## Патологоанатомични промени
При аутопсия освен видимите изменения приживе по лигавиците се наблюдава и интерстициална пневмония. Най-често засегнати са долните предни дялове на белия дроб. При хистологично изследване се наблюдава некроза на клетките на лигавиците, а при дълбоки увреждания и поражение на респираторния тракт като некроза на алвеоларните прегради и левкоцитна инфилтрация.

## Диагноза
Диагнозата се поставя при анализа на епизотологичните данни и данните от клиничната картина, както и от резултатите при лабораторните изпитвания. За вирусологично изследване се взима очен, назален или орофарингеален секрет. За серологично изследване се взема кръв.

## Диференциална диагноза
В диференциалнодиагностично отношение трябва да се имат предвид сходните клинични признаци на калицивирозата с инфекциозния ринотрахеит, панлевкопенията, хламидиоза и стоматити от различен характер.

## Лечение
Лечението е симптоматично и се цели предпазването на организма от възникването на вторични инфекции. За целта се прилагат антибиотични препарати. За предотвратяване на обезводняването се инжектират солеви разтвори. Заедно с това се прилага и общоукрепваща терапия от аскорбинова киселина, витамини В, А и Е.

## Профилактика
С цел предпазване от заболяване се прилагат инактивирани ваксини против вируса на заболяването. Използват се обикновено поливалентни ваксини покриващи няколко заболявания, характерни за котешките видове. Първата ваксинация срещу калицивироза се прави на 9-а седмица след раждането, а втората – на 12-а седмица. Всяка година се извършва реваксинация.